# Катцен, Зенаида
Зенаида Катцен (Зинаида Кацен, англ. Zenaida Katzen; 1911—2002) — педагог Китая, Чили, а затем Сент-Китса и Невиса родом из Российской империи.

## Биография
Родилась в 1911 году в Восточной Сибири у русской православной матери и еврея-отца, бежавших после революции 1917 года через Николаевск-на-Амуре в Шанхай. Окончив среднюю школу и университет в Париже, вернулась в Шанхай, где преподавала в школе (в том числе детям еврейского происхождения, бежавших от преследований в Европе перед Второй мировой войной), вышла замуж и родила сына в 1937 году. Из-за Японо-китайской войны семья снова бежала — на этот раз в Сантьяго-де-Чили. В 1946 году Катцен основала школу в небольшом городке Ла-Серена на севере Чили.
В январе 1961 года, в возрасте пятидесяти лет, она прибыла на Сент-Китс в сопровождении своей матери и тёти; тропический остров был их последней остановкой в долгом путешествии по миру. Катцен перебралась сюда, чтобы заполнить вакансию учителя математики в гимназии Сент-Китс-Невис-Ангилья. Вскоре она переключилась на преподавание французского и испанского языков, и к моменту выхода на пенсию в конце 1970-х годов произвела революцию в способе преподавания современных языков в Карибском бассейне.
Отмечается её вклад в педагогику Сент-Китса — в том числе финансовый: она использовала ресурсы богатых родственников в Гонконге, чтобы оплатить школьную форму для учеников, учебники, языковые поездки за границу и университетские стипендии. Среди островитян она также была известна как любительница животных, чей дом был заполнен кошками и собаками.
Вместе с матерью и тетей похоронена на кладбище Спрингфилд в Бастере. Один из её учеников, также ставший педагогом, а также известным на Сент-Китсе автором, выпустил её биографию «Из Сибири на Сент-Китс: Путешествие учительницы», вышедшую на английском, испанском и французском языках.